# Antoniotto Usodimare (1929)
Antoniotto Usodimare – włoski niszczyciel z okresu międzywojennego i II wojny światowej, należący do wielkich niszczycieli typu Navigatori. Nosił znak burtowy: US. Otrzymał nazwę na cześć XV-wiecznego żeglarza Antoniotta Usodimare, często skracaną do „Usodimare”. Został wodowany i przyjęty do służby w marynarce włoskiej Regia Marina w 1929 roku. Walczył podczas wojny na Morzu Śródziemnym. Zatopiony omyłkowo 8 czerwca 1942 roku przez włoski okręt podwodny.
Uzbrojenie główne stanowiło 6 armat kalibru 120 mm i 4–6 wyrzutni torped. Wyporność standardowa wynosiła 1900 ton. Napęd stanowiły turbiny parowe, prędkość maksymalna wynosiła ponad 38 węzłów.

## Budowa
„Antoniotto Usodimare” należał do dwunastu włoskich wielkich niszczycieli typu Navigatori, nazwanego tak z powodu noszenia przez okręty imion włoskich żeglarzy. Zostały one zaprojektowane jako okręty o silnym uzbrojeniu artyleryjskim i wysokiej prędkości, aby przeciwstawić się wielkim niszczycielom francuskim. Zamówienie na budowę okrętów zostało złożone w 1926 roku. „Antoniotto Usodimare” był zbudowany w stoczni Odero w Sestri Ponente (dzielnicy Genui), razem z niszczycielem „Ugolino Vivaldi”. Wszystkie okręty zostały wciągnięte na listę floty dekretem królewskim z 23 czerwca 1927 roku, klasyfikowane wówczas jako niszczyciele, a 19 lipca 1929 roku przeklasyfikowano je na „zwiadowców” (wł. esploratori).  5 września 1938 roku okręty typu Navigatori przeklasyfikowano z powrotem na niszczyciele (cacciatorpedinieri).
Stępkę pod budowę „Antoniotto Usodimare” położono 1 czerwca 1927 roku. Otrzymał imię na cześć XV-wiecznego włoskiego żeglarza Antoniotta Usodimare, badacza Afryki. Okręt wodowano 12 maja 1929 roku, a do służby wcielono 21 listopada tego roku. W 1938 roku otrzymał znak burtowy: US, od skrótu nazwy. Dewizą okrętu było: Navigare necesse (z łac. żeglowanie [jest] koniecznością).

## Opis konstrukcji

### Skrócony opis ogólny
Niszczyciele typu Navigatori miały stalowy kadłub z podwyższonym pokładem dziobowym. Sylwetka okrętów wyróżniała się dwoma szeroko rozstawionymi pochylonymi kominami, na skutek zastosowania naprzemiennego układu przedziałów siłowni. Wyporność standardowa pierwotnie wynosiła 1900 ton, a pełna 2599 ton. Długość całkowita pierwotnie wynosiła 107,28 m, szerokość 10,2 m, a zanurzenie 4,35 m przy wyporności pełnej. „Antoniotto Usodimare” i „Nicoloso da Recco” jako jedyne z okrętów typu nie zostały poddane w latach 1939–1940 drugiej modernizacji w celu polepszenia stateczności, zachowując pierwotne wymiary i prostą stewę dziobową.
Załoga etatowo składała się początkowo ze 173 osób, w tym 9 oficerów, a do początku II wojny światowej wzrosła do 224 osób, w tym 12 oficerów. W toku wojny załoga okrętów tego typu mogła się dalej powiększać, maksymalnie do ok. 280 osób.
Okręty były napędzane przez dwa zespoły turbin parowych z przekładniami, zasilane przez cztery kotły wodnorurkowe Odero o ciśnieniu roboczym 22 atmosfer i poruszające dwie trzyłopatowe śruby. Tak jak połowa okrętów tego typu „Antoniotto Usodimare” był wyposażony w turbiny akcyjno-reakcyjne systemu Parsonsa, i tak jak większość z nich w kotły Odero (razem z „Vivaldi”, w podstawowej wersji) oraz śruby o średnicy 3,4 m. Moc projektowa wynosiła 55 000 KM, a projektowa prędkość maksymalna 38 węzłów. Na próbach 20 czerwca 1929 roku „Antoniotto Usodimare” rozwinął średnią moc 54 310 KM i średnią prędkość 39,78 w, jednakże w stanie lekkim, przy wyporności 1945 ton. Typowo okręty tego typu rozwijały w realnych warunkach służby prędkość 33–36 węzłów. 
Zapas paliwa po pierwszej modernizacji w 1931 roku został ograniczony z pierwotnego 485–580 ton do 460 ton. Pierwotnie zasięg był przewidywany na 3800 mil morskich przy prędkości 18 węzłów; po modernizacji był mniejszy. Podczas II wojny światowej „Antoniotto Usodimare” i „Nicoloso da Recco” z uwagi na brak drugiej modernizacji pozostały szybsze od innych okrętów typu, mając jednak nieco gorszą dzielność morską i mniejszy zasięg.

### Uzbrojenie i jego zmiany
Główną artylerię stanowiło sześć armat kalibru 120 mm Ansaldo model 1926 o długości lufy 50 kalibrów (L/50) umieszczonych na trzech dwudziałowych podstawach. Podwójne stanowiska dział z maskami ochronnymi umieszczone były: na pokładzie dziobowym i na niskich nadbudówkach przed drugim kominem i na rufie. Kąt podniesienia lufy wynosił od -10° do +45° i umożliwiał też strzelanie amunicją burzącą do nisko lecących samolotów. Działa strzelały pociskami o masie 23,15 kg z prędkością początkową 920 m/s na odległość do 19 600 m. Amunicja była łuskowa rozdzielnego ładowania. Szybkostrzelność wynosiła do 6–7 strzałów/min. Zapas amunicji wynosił etatowo 1200 pocisków bojowych (408 przeciwpancernych, 672 burzące i 120 zapalających) oraz 100 oświetlających – przy czym można było zabrać do komór 250 pocisków więcej.
Uzbrojenie przeciwlotnicze początkowo stanowiły dwa działka automatyczne kalibru 40 mm Vickers-Terni model 1917 o długości lufy L/39, umieszczone na burtach na tylnych końcach pokładu dziobowego. Ich zapas amunicji wynosił 3000 nabojów. Uzupełniały je dwa stanowiska podwójnie sprzężonych karabinów maszynowych kalibru 13,2 mm Breda na skrzydłach mostka, z zapasem 3000 nabojów. W latach 1933–1934 montowano dwa dalsze stanowiska podwójnie sprzężonych karabinów maszynowych na platformie za drugim kominem, po bokach dalmierza. Pod koniec 1941 roku na wszystkich ocalałych okrętach, w tym „Antoniotto Usodimare”, zamieniono działka kalibru 40 mm i karabiny maszynowe na siedem działek automatycznych 20 mm Breda L/65 z 2400 nabojów na lufę.
Uzbrojenie torpedowe stanowiło pierwotnie sześć wyrzutni torpedowych kalibru 533 mm w dwóch potrójnych aparatach torpedowych. Z uwagi jednak na ograniczoną dostępność nowych torped kalibru 533 mm, w środkowych wyrzutniach stosowano wkładki dla torped kalibru 450 mm. Już jednak w latach 1932–33 środkowe wyrzutnie zdemontowano, pozostawiając cztery wyrzutnie torped kalibru 533 mm.
Okręty początkowo przenosiły po 14 bomb głębinowych na dwóch zrzutniach na rufie, w tym cztery duże bomby o masie 100 kg i 10 małych o masie 50 kg. Podczas II wojny światowej stosowano także niemieckie bomby głębinowe oraz montowano na okrętach tego typu dwa lub cztery miotacze bomb głębinowych i zwiększano ich zapas, typowo do 40 bomb. W 1931 roku okręty otrzymały holowane torpedy przeciw okrętom podwodnym Ginocchio model 1927/46T, wodowane za pomocą żurawika w części rufowej. „Antoniotto Usodimare” był wyposażony w tory minowe na pokładzie, na których można było zabierać do 56 min kotwicznych; w odróżnieniu od części okrętów typu nie zostały one później przedłużone.

### Wyposażenie
Po pierwszej modernizacji w 1930 roku „Antoniotto Usodimare” na dachu nadbudówki dziobowej miał standardowy dla okrętów tego typu dalocelownik z dwoma dalmierzami optycznymi o bazie 3 m. Na platformie przed masztem znajdował się inklinometr służący do oceny kąta kursowego celu. Trzeci 3-metrowy dalmierz, służący do strzelań torpedowych oraz rezerwowy dla artylerii, był w zakrytej wieży na platformie nadbudówki za kominem rufowym. Dalmierz ten był zdemontowany w 1941 roku przy instalacji działek kalibru 20 mm.
Okręty miały jeden reflektor średnicy 90 cm na maszcie rufowym. W skład wyposażenia wchodziła aparatura w kominach do stawiania zasłony dymnej (czarnej albo białej). W 1940 roku okręty wyposażono w trały kontaktowe na rufie, o szerokości trałowania 200 m, lecz do połowy 1942 roku zostały zdjęte. „Antoniotto Usodimare” nie otrzymał stacji hydrolokacyjnej ani radaru.

### Malowanie
Początkowo okręty włoskie były malowane w części nadwodnej na kolor jasnoszary, z ciemnoszarym pokładem. Latem 1940 roku pokłady dziobowe włoskich niszczycieli zostały pomalowane w biało-czerwone ukośne pasy identyfikacyjne dla lotnictwa. W 1942 roku „Antoniotto Usodimare” otrzymał kontrastowy kamuflaż w standardowych kolorach: z ciemnoszarymi plamami na popielatoszarym kolorze zasadniczym, z brudnobiałym dziobem, z tym że zastosowano na nim mniej typowe plamy o nieregularnych brzegach.

## Służba

### Okres międzywojenny
„Antoniotto Usodimare” został wcielony do służby w Regia Marina 21 listopada 1929 roku. Wkrótce po wejściu do służby skierowano okręt do modernizacji (trwającej od maja do października 1930 roku) w stoczni marynarki w La Spezii, polegającej przede wszystkim na obniżeniu nadbudówki i zmniejszeniu zapasu paliwa dla polepszenia stateczności. Od 1 grudnia 1930 do 27 marca 1931 roku „Usodimare” wchodził w skład zespołu ośmiu niszczycieli tego typu zabezpieczających trasę grupowego przelotu transatlantyckiego 12 wodnosamolotów gen. Italo Balbo, przydzielony do trzeciej grupy operującej u brzegów Afryki (razem z „Emanuele Pessagno”). Po przelocie zespół okrętów złożył na przełomie stycznia i lutego wizytę w Brazylii, po czym powrócił do Gaety 18 marca 1931 roku. 8 grudnia 1931 roku w Genui „Antoniotto Usodimare” otrzymał banderę bojową ufundowaną przez to miasto. 10 sierpnia 1934 roku w rejonie wyspy Procida z niszczycielem zderzył się statek towarowy „Pallade”, uderzając go dziobem w prawą burtę w okolicach dziobowych dział, przy czym zginęło dwóch marynarzy. Poważnie uszkodzony „Usodimare” został odholowany i był remontowany w Neapolu.
W związku z kryzysem w stosunkach włosko-brytyjskich związanym z wojną włosko-abisyńską, pod koniec kwietnia 1936 roku „Usodimare” został skierowany z zespołem floty na pozycje wyczekiwania między Sycylią a Sardynią, lecz nie doszło wówczas do wojny europejskiej. Wkrótce po tym, podczas hiszpańskiej wojny domowej pełnił służbę na wodach Hiszpanii, udzielając faktycznie wsparcia stronie nacjonalistów. Od 8 stycznia 1937 roku do początku lutego bazował w Melilli, służąc trzykrotnie jako pomoc nawigacyjna i okręt zabezpieczający działania nad morzem niemieckiego lotnictwa Legionu Condor, prowadzącego naloty na Malagę. Od początku 1937 do marca 1939 roku dziewięć razy konwojował statki z Włoch z zaopatrzeniem dla włoskich wojsk interwencyjnych (CTV), działając w oparciu o port w Tangerze i będąc drugim najintensywniej wykorzystywanym do tego niszczycielem typu Navigatori po „Antonio da Noli”. We wrześniu 1938 roku, po przeklasyfikowaniu na niszczyciel, został przydzielony do 16. dywizjonu niszczycieli (squadriglia). W kwietniu 1939 roku wraz z 16. dywizjonem osłaniał włoską inwazję na Albanię. „Antoniotto Usodimare” nie zdążył być poddany drugiej modernizacji okrętów tego typu przed przystąpieniem Włoch do II wojny światowej i później prac w tym kierunku już nie podjęto.

### II wojna światowa

#### 1940–1941
W chwili przystąpienia Włoch do II wojny światowej „Antoniotto Usodimare” wchodził w skład 16. dywizjonu niszczycieli, przydzielonego do 1. eskadry w Tarencie, wraz z „Nicoloso da Recco”, „Emanuele Pessagno” i „Luca Tarigo”. Okręt brał udział w działaniach głównych sił floty przed pierwszym starciem morskim – bitwą koło przylądka Stilo, lecz razem z dywizjonem powrócił do bazy w Auguście rano 9 lipca celem uzupełnienia paliwa i nie uczestniczył w samej bitwie. Jednym z głównych zadań niszczycieli typu Navigatori stała się następnie eskorta konwojów zaopatrzeniowych dla wojsk w Afryce, w czym brał udział także „Usodimare”. Od października 1940 roku niszczyciel wraz ze swoim dywizjonem bazował w Brindisi w związku z osłoną konwojów w Cieśninie Otranto po inwazji na Grecję. 1 lutego 1941 roku „Usodimare” zderzył się pod Brindisi ze statkiem transportowym „Viminale”, po czym był remontowany w Tarencie do marca tego roku.
„Usodimare” powrócił następnie do służby w ochronie komunikacji do Afryki. Między innymi, w dniach 11-14 maja 1941 roku wchodził w skład dalszej osłony dużego konwoju sześciu statków, który dotarł do celu. 3 czerwca osłaniał natomiast stawianie zagrody minowej na północny wschód od Trypolisu (na której pół roku później 19 grudnia zatonął brytyjski krążownik HMS „Neptune” i niszczyciel HMS „Kandahar” oraz uszkodzony został krążownik HMS „Aurora”). 16 września 1941 roku wyszedł z czterema niszczycielami w eskorcie statków pasażerskich: „Vulcania”, „Neptunia” i „Oceania” transportujących wojsko z Tarentu do Trypolisu, lecz wywiad brytyjski przechwycił i rozszyfrował informacje o konwoju i wysłano tam okręty podwodne. 18 września niszczyciele udaremniły wprawdzie atak HMS „Upright”, ale „Neptunia” i „Oceania” zostały zatopione przez okręt podwodny HMS „Upholder”. Salwa torped HMS „Ursula” przeciw „Vulcanii” została natomiast wymanewrowana. „Usodimare” uratował 485 rozbitków i odkonwojował „Vulcanię” do Trypolisu, a następnie Neapolu.
5 października „Usodimare” z niszczycielami eskortował konwój sześciu statków, z których jeden „Rialto” został zatopiony przez samoloty torpedowe. 18 października natomiast wchodził w skład eskorty konwoju, spośród którego okręt podwodny HMS „Ursula” uszkodził koło Lampedusy transportowiec „Beppe”. 9 listopada „Usodimare” wyszedł z Trapani w celu ratowania rozbitków z konwoju Duisburg, rozbitego przez brytyjskie krążowniki zespołu K. 23 listopada z kolei bezpiecznie dokonwojował z innymi okrętami z Trapani do Trypolisu transportowiec „Fabio Filzi”. 13 grudnia 1941 roku „Usodimare” wraz z niszczycielem „Nicoloso da Recco” wyszedł z Tarentu w eskorcie statków w ramach większej operacji konwojowej M.41, lecz jeszcze rano w Zatoce Tarenckiej okręt podwodny HMS „Upright” zatopił dwa statki: „Fabio Filzi” i „Carlo del Greco”, po czym niszczyciele uratowały 432 ludzi. Później tego dnia „Usodimare” wyruszył w eskorcie kolejnego z konwojów, ale operacja została odwołana 14 grudnia po storpedowaniu i uszkodzeniu pancernika „Vittorio Veneto”. Między 16 a 19 grudnia wchodził w skład zespołu przykrycia dużej operacji konwojowej M.42, która zakończyła się pomyślnie, przy czym w jej toku doszło do krótkiego starcia sił osłony z flotą brytyjską pod Syrtą. Wkrótce po tym, 23 grudnia „Usodimare”, „Da Recco” i „Vivaldi” same zostały użyte do transportu na pokładach beczek z benzyną z Augusty do Trypolisu.

#### 1942
W dniach 3–6 stycznia 1942 roku „Usodimare” wszedł w skład eskorty konwoju sześciu statków podczas kolejnej dużej operacji konwojowej M.43, która przebiegła pomyślnie. W dniach 21-23 lutego 1942 roku brał udział w eskorcie statków płynących z Korfu do Trypolisu w ramach operacji konwojowej K-7. W jej toku 23 lutego „Usodimare” zatopił rano pod Trypolisem wraz z torpedowcem „Circe” bombami głębinowymi brytyjski okręt podwodny P.38 (typu U). 9 kwietnia 1942 roku przy wyjściu z Messyny niemiecki transportowiec „Ankara” zderzył się z „Usodimare”, który powrócił do portu z przeciekiem wody, po czym do końca miesiąca był remontowany w Tarencie.
Po powrocie do służby „Usodimare” powrócił do zadań eskortowych, czasowo przydzielony do 13. dywizjonu niszczycieli (wraz z „Alpino”, „Bersagliere”, i „Mitragliere” typu Soldati). 8 czerwca 1942 roku „Antoniotto Usodimare” wyszedł z Palermo w eskorcie konwoju dwóch transportowców z „Circe” i niszczycielem „Premuda”. O 21.20 został omyłkowo storpedowany przez włoski okręt podwodny „Alagi” i zatonął 72 mile na północ od przylądka Bon, na pozycji 38°09′N 11°00′E/38,150000 11,000000. Uratowało się 135 członków załogi, w tym dowódca kmdr por. (capitano di fregata) Luigi Merini. Przyczyną omyłki było to, że dowódca okrętu podwodnego nie miał informacji o konwoju, a płynący jako pierwszy eksjugosłowiański „Premuda” miał sylwetkę brytyjskiego niszczyciela.
We włoskiej służbie podczas wojny okręt 113 razy wychodził w morze i przepłynął 41 972 mile morskie, w czasie 2618 godzin. W tym 39 razy wychodził w celu osłony lub eskortowania statków, 20 razy na operacje minowania, siedem razy osłaniał inne okręty, dwa razy sam transportował żołnierzy lub ładunki.